# Echinopsolus
Genre
Echinopsolus est un genre d'holothuries (concombre de mer) de la famille des Psolidae.

## Liste des genres
Selon World Register of Marine Species (28 février 2015) :
- Echinopsolus acanthocola Gutt, 1990
- Echinopsolus acutus (Massin, 1992)
- Echinopsolus charcoti (Vaney, 1906)
- Echinopsolus excretiospinosus Massin, 2010
- Echinopsolus koehleri (Vaney, 1914)
- Echinopsolus mollis (Ludwig & Heding, 1935)
- Echinopsolus onekotanensis Panina, Stepanov, Smirnov & Martynov, 2020
- Echinopsolus parvipes Massin, 1992
- Echinopsolus sanamyanorum Panina, Stepanov, Smirnov & Martynov, 2020
- Echinopsolus splendidus (Gutt, 1990)